# Brietkogel
Der Brietkogel ist ein 2316 m ü. A. hoher Berg im Salzburger Tennengebirge und gehört zum Bezirk St. Johann im Pongau (Österreich).
Seinen Namen hat der Brietkogel von einer engen Senke in der Karst-Hochfläche („die Briet“), zu der er nordöstlich in einer fast 400 m hohen Felswand abstürzt. Diese Steilwand zieht sich zur benachbarten Schartwand (2339 m) durch und dreht sich halbkreisförmig zum Kar des Grießkogels (2270 m). Dazwischen endet die steile Rinne der Briet in drei Karstschlünden und einigen Höhlen, über denen sich die Hochfläche als sogenannten „Platte“ fortsetzt.
Die zwei Gipfel sind nicht mit Steigen erschlossen, man kann sie aber auf der relativ flachen Westseite ersteigen, wo der gut markierte Weg vom Tauern- bzw. Eiskogel zum Bleikogel 200 Höhenmeter tiefer vorbeiführt.
An diesem Steig, der von Süden (Werfenweng) über die Tauernscharte (2109 m) heraufführt, befinden sich einige Karsthöhlen und die Eiskogelhöhle. Wo er sich beim Schubbühel (2334 m) nach Ost (Bleikogel) und West (Wenger Scharte) gabelt und in die Ödnis der „Platte“ übergeht, sind nahe beim Weg abermals Höhlen, Schlünde und einige Dolinen zu sehen.
Noch weitere Gipfel im Umkreis von 1 bis 2 km haben ähnliche Höhen wie der Brietkogel: der aus dem Gebirge weit nach Süden vorragende Kalkstock von Napf (2167 m) und Tauernkogel (2247 m), der Doppelgipfel des Eiskogels (2321 m und 2278 m), das nur von Osten ersteigbare Teufelskirchl (2218 m) und das von verfalteten Felswänden durchzogene Massiv von Hochbrett (2312 m), Grieß- und Bleikogel (2411 m), dem zweithöchsten Gipfel des Tennengebirges. Inmitten dieser Vielfalt von Gipfeln, Felsformationen und Karsterscheinungen erlebt der Bergsteiger alle Übergänge zwischen öder und reichgestaltiger Hochgebirgslandschaft.